# ريان يب
ريان يب (بالإنجليزية: Ryan Yip)‏ هو لاعب غولف أمريكي، ولد في 7 ديسمبر 1984 في كالغاري في كندا.

## وصلات خارجية
- الموقع الرسمي
- ريان يب على موقع رابطة لاعبي الغولف المحترفين (الإنجليزية)
- ريان يب على موقع التصنيف العالمي الرسمي للغولف (الإنجليزية)